# Genersich Sámuel
Genersich Sámuel (Késmárk, 1768. február 15. – Lőcse, 1844. szeptember 2.) orvos, botanikus, Genersich Keresztély és Genersich János öccse. Botanikai szakmunkákban nevének rövidítése: „Geners.”.

## Életpályája
Bécsi egyetemi évei után hat éven keresztül Késmárkon praktizált, azután Lőcsére költözött, ahol élete végéig a városi fizikus (orvos) posztját töltötte be. Itt adta ki 1829-ben a jószág betegségéről szóló brosúráját.
Fiatal korától főleg a botanika érdekelte. Botanikai célú kirándulásokra járt a Szepességben és a Tátrában. Jelentős növénygyűjteménye volt.

## Művei
- Florae Scepusiensis Elenchus, seu Enumeratio plantarum in Comitatu Hungariae Scepusiensi, eumque percurrentibus montibus Carpathicis sponte crescentium (Lőcse 1798.)

A könyvben felsorol 950 növényt, a Tátrában fellelhetőket is. A növények felsorolásábók nyilvánvaló, hogy kirándulásai a Szepesi-Magurán kívül elvezették a Magas-Tátrába is, többek között a Tarpataki-, Késmárki-, Vörös-tó-, Jávor- és Karótavi-völgybe, a Kopa-hágóra, a Bélai-Tátrába a Fekete-víz-völgybe. E munkát később a
- Catalogus plantarum rariorum Scepusii, anno 1801 in autumno, in usum amicorum suorum conscriptus (Lőcse 1801.)

művel egészítette ki – ebben 588 növényt ír le. Wahlenberg a Tátra növényzetéről írt könyvében gyakran hivatkozik Genersich Sámuelre, akit meg is látogatott Lőcsén és megnézte a növénygyűjteményét. Személyében a Szepesség és a Tátra egyik első növénykutatóját tiszteljük.
- Belehrung für das Publicum der königlichen Freistadt Leutschau in Hinsicht der hier sich geäusserten und der in der umliegenden Gegend von allen Seiten sich äussernden Rindviehseuche. Leutschoviae. 1829.

Kéziratban: Elenchus plantarum in S. G. Synopsi florae Scepusiensis enumeratarum, 1842. Ivrét 6 levél (a Magyar Nemzeti Múzeum kézirattárában).